# Арсений (Перевалов)
Митрополит Арсений (в миру Денис Юрьевич Перевалов; род. 15 февраля 1979, Алмалык) — архиерей Русской православной церкви, митрополит Звенигородский, викарий Святейшего Патриарха Московского и всея Руси.

## Биография

### Ранняя биография. Наместник
Родился 15 февраля 1979 года в городе Алмалык Ташкентской области Узбекской ССР в семье служащих. Принял крещение в храме Успения Божией Матери в городе Алмалык в 1990 году. В 1986—1996 годах учился в Алмалыкской школе № 11. После школы сразу поступает в межъепархиальное духовное училище Ташкента, где и учится два года (1996—1998).
В 1998 году переезжает в Россию, в Великий Новгород, откуда по благословению архиепископа Новгородского и Старорусского Льва (Церпицкого) отправляется на учёбу в Санкт-Петербургскую духовную семинарию, которую оканчивает в 2001 году и завершает свой духовное обучение Санкт-Петербургской духовной академии. В 2005 году после окончания академии направлен в Новгородскую епархию.
20 июня 2005 года в Георгиевском соборе Юрьева монастыря Великого Новгорода архиепископом Новгородским Львом рукоположён в сан диакона.
21 июня зачислен в число братии Юрьева монастыря; 27 июня в Крестовоздвиженском соборе Юрьева монастыря архиепископом Львом пострижен в монашество. 1 июля в Варлаамо-Хутынском монастыре архиепископом Львом рукоположён в сан иеромонаха. 1 сентября 2005 года назначен преподавателем предметов «Общецерковная история» и «Патрология» в Новгородском духовном училище. 23 ноября 2006 года назначен на должность инспектора Новгородского духовного училища. 1 июня 2008 года назначен исполняющим обязанности наместника Юрьева монастыря.

### Епископ Юрьевский
16 апреля 2016 года решением Священного Синода РПЦ избран епископом Юрьевским, викарием Новгородской епархии.
21 апреля 2016 года в Софийском соборе Великого Новгорода митрополитом Новгородским и Старорусским Львом возведен в сан архимандрита.
23 апреля 2016 года в Тронном зале Храма Христа Спасителя в Москве Патриарх Московский и всея Руси Кирилл возглавил чин наречения архимандрита Арсения (Перевалова) во епископа Юрьевского, викария Новгородской епархии.
3 мая 2016 года в Троицком соборе Троице-Сергиевой лавры состоялась хиротония архимандрита Арсения (Перевалова) во епископа Юрьевского, викария Новгородской епархии. Хиротонию совершили: патриарх Московский и всея Руси Кирилл, митрополит Санкт-Петербургский и Ладожский Варсонофий (Судаков), митрополит Новгородский и Старорусский Лев (Церпицкий), митрополит Истринский Арсений (Епифанов), архиепископ Сергиево-Посадский Феогност (Гузиков), епископ Солнечногорский Сергий (Чашин), епископ Боровичский и Пестовский Ефрем (Барбинягра).
В период служения в Новгороде запомнился как добрый, мягкий, образованный, и интеллигентный человек. Также новгородцы отмечают его непубличность и добавляют, что епископ никогда не был замечен в каких-то предосудительных вещах.
В 2020 году окончил кафедру истории России и археологии Новгородского университета со степенью бакалавриата, а в 2023 году защитил магистерскую работу «Епархия в 1917—1930 годах: эволюция государственных церковных отношений и внутренних процессов». Помимо учёбы преподавал на кафедре теологии того же университета, участвовал в молодёжных и просветительских проектах университетского храма. Он тесно взаимодействовал с кафедрой истории России и археологии в связи с тем, что на территории Юрьевского монастыря велись археологические раскопки, которые проводит Институт археологии РАН.

### Митрополит Псковский
11 октября 2023 года Священным Синодом РПЦ определено быть епископом Псковским и Порховским, главой Псковской митрополии с назначением священноархимандритом и игуменом Успенского Псково-Печерского монастыря города Печоры Псковской области и священноархимандритом Благовещенского Никандровского монастыря села Любовец Дубровенской волости Порховского района Псковской области. 16 октября 2023 года прибыл на Псковскую кафедру.
18 октября 2023 года в кафедральном соборном Храме Христа Спасителя в Москве Патриархом Кириллом был возведен в сан митрополита.
10 апреля 2024 года решением Священного Синода Русской православной церкви освобождён от должности священноархимандрита и игумена Успенского Псково-Печерского мужского монастыря.

### Митрополит Звенигородский, викарий Патриарха
25 июля 2024 года решением Священного Синода РПЦ назначен митрополитом Звенигородским, викарием Патриарха Московского и всея Руси.